# Takako Ueno
Takako Ueno (Japans 上野尊子, Ueno Takako, circa 1950) is een Japanse jazzzangeres.
Takako Ueno kwam in 1977 met haar debuutalbum Good Morning Heartache (RCA), hierop werd ze begeleid door pianist Mitsuaki Kanno. In 1985 volgde Getting to Know You, een plaat met Takao Uematsu, Tsuyoshi Yamamoto, Tsutomu Okada en Jo Jones, Jr.. Ze zong hierop jazzstandards als "God Bless the Child", "It Never Entered My Mind" en "Makin' Whoopee". In 1993 maakte ze met zangeres Minoru Matsuya het album Younger Than Spring en in 2007 een plaat met saxofonist Atsuo Shirai (diens Swingin' Daddy met populaire nummers als "All the Things You Are", "Memories of You" en "You'd Be So Nice to Come Home To". In latere jaren trad ze op met Masahiro Sayama en het trio van Koji Gotō.
Muziekblad Coda noemde haar in 1987 een uitstekende zangeres met een gearticuleerde frasering en diepe, nagalmende stem.